# Lịch sử điện ảnh

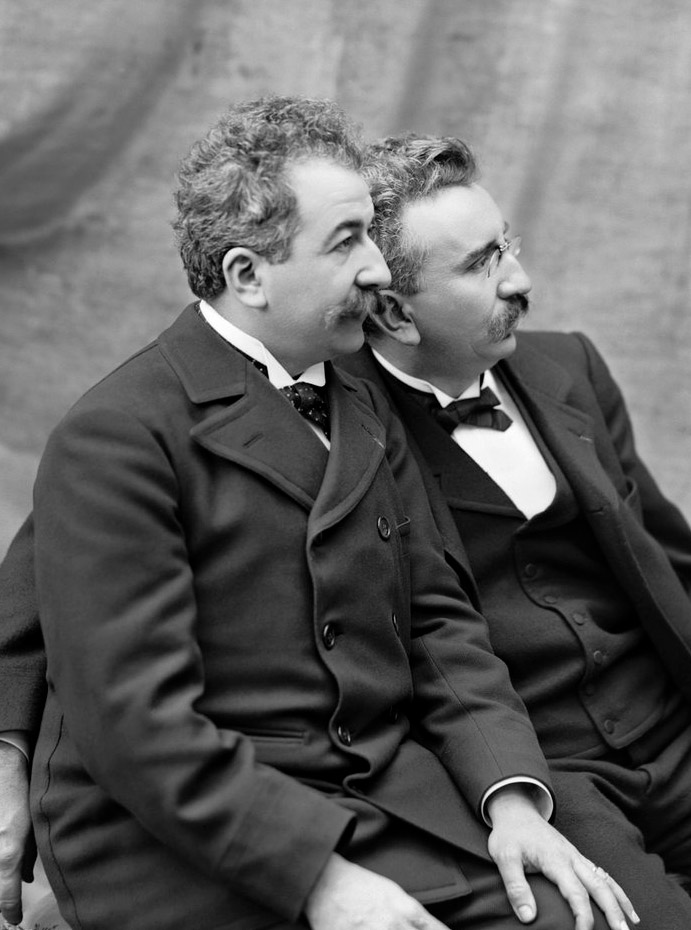
Auguste và Louis Lumière, "cha đẻ" của nền điện ảnh

Lịch sử điện ảnh là quá trình ra đời và phát triển của điện ảnh từ cuối thế kỉ 19 cho đến nay. Sau hơn 100 năm hình thành và phát triển nhanh chóng, điện ảnh đã chuyển từ một loại hình giải trí mới lạ đơn thuần trở thành một nghệ thuật và công cụ truyền thông đại chúng, giải trí quan trọng bậc nhất của xã hội hiện đại.

## Sự ra đời của điện ảnh
Theo sách Kỷ lục Guinness thì cuốn phim ghi lại hình ảnh chuyển động đầu tiên còn được biết tới ngày nay là đoạn phim Roundhay Garden Scene được quay với tốc độ 12 khung hình trên giây tại Leeds, Anh năm 1888. Đây là thử nghiệm của nhà phát minh người Pháp Louis Le Prince.
Sau đó 5 năm, năm 1893, tại Hội chợ thế giới tổ chức tại Chicago, Hoa Kỳ, Thomas Edison đã giới thiệu với công chúng hai phát minh mang tính đột phá là Kinetograph, một dạng máy ghi lại hình chuyển động, và Kinetoscope, một thiết bị bao gồm các cuộn phim celluloid (phát minh của William Kennedy Laurie Dickson, kỹ sư trưởng trong phòng thí nghiệm của Edison) được quay bằng một động cơ, người xem khi ghé mắt vào một kính lúp sẽ nhìn thấy các hình ảnh chuyển động nhờ sự chiếu sáng của một ngọn đèn phía sau các cuộn phim. Tuy vậy Edison có lẽ chỉ coi phát minh quan trọng này là một thiết bị giải trí đơn giản, ông không tiếp tục phát triển nó và bỏ lỡ cơ hội lịch sử trở thành cha đẻ của ngành điện ảnh.

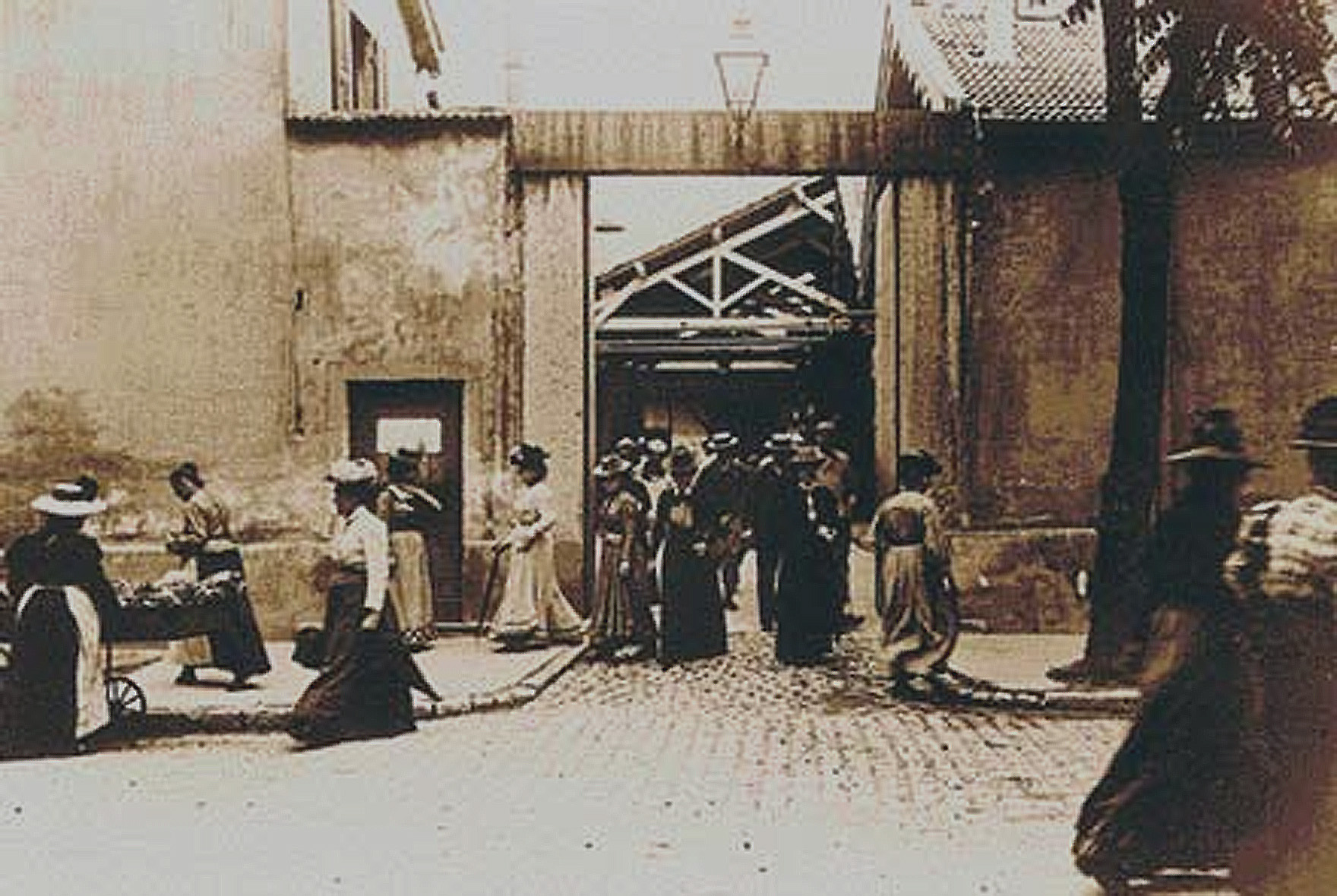
La Sortie de l'usine Lumière à Lyon, một trong số những phim đầu tiên

Năm 1892, Léon Bouly phát minh ra thiết bị phân tích và tổng hợp chuyển động và gọi nó là Cynématographe Léon Bouly; đến năm 1893 ông rút ngắn tên gọi thành Cynématographe. Năm 1894, Bouly không đủ tiền trả phí bản quyền cho tên gọi này và phải bán tên gọi của thiết bị cho anh em Lumière.
Năm 1895 tại Lyon, Pháp, anh em Auguste và Louis Lumière đã phát minh ra cinématographe (máy chiếu phim), một thiết bị ba trong một bao gồm máy quay, bộ phận in tráng và máy phóng hình. Ngày 22 tháng 3 năm 1895, tại Salon Indien (Phòng khách Ấn Độ) nằm dưới tầng hầm của quán cà phê Grand Café ở Paris, hai người đã tổ chức buổi trình chiếu có bán vé đầu tiên. Khán giả tham dự buổi chiếu được xem một chuỗi chừng 10 đoạn phim ngắn quay cảnh sinh hoạt thường ngày. Trong số này có bộ phim mà về sau trở nên nổi tiếng La Sortie de l'usine Lumière à Lyon (Buổi tan ca của nhà máy Lumière ở Lyon), được quay vào mùa hè năm 1895, ghi lại cảnh các công nhân rời khỏi nhà máy của nhà Lumière ở Lyon. Buổi chiếu này được coi là ngày khai sinh của điện ảnh cả với tư cách một môn nghệ thuật - nghệ thuật thứ bảy, cả với tư cách một ngành công nghiệp - công nghiệp điện ảnh. Một thời gian ngắn sau đó, các phương tiện chiếu hình chuyển động khác cũng liên tục được phát minh. Ở Mỹ, Edison cho ra đời loại máy có tên Vitascope, còn ở Berlin, Đức, anh em Max và Emil Skladanowsky giới thiệu loại máy Bioscop.
Điện ảnh nhanh chóng trở thành một thứ giải trí mới lạ và quầy chiếu phim trở thành một gian hàng không thể thiếu tại các hội chợ lớn. Tại đó người ta thường trình chiếu các đoạn phim ngắn dưới một phút, mô tả những cảnh sinh hoạt thường nhật hoặc các hoạt động thể thao. Mặc dù các bộ phim chưa hề được biên tập, chú ý tới các góc quay hay đơn giản là chưa hề có đạo diễn, những bộ phim này vẫn được ưa chuộng và tạo điều kiện để điện ảnh phát triển mạnh mẽ trong thế kỉ sau đó.

## Kỷ nguyên phim câm

### Những tiến bộ về kỹ thuật và thương mại
Ngay từ thời kì đầu, các nhà phát minh và các nhà điện ảnh đã cố gắng đồng bộ hóa hình ảnh và âm thanh nhưng cho đến cuối thập niên 1920, không giải pháp kỹ thuật nào thực sự có hiệu quả trong việc thu để sau đó phát đồng thời cả hình ảnh và âm thanh. Vì vậy trong suốt 30 năm, các bộ phim ra đời không hề có tiếng động và chúng thường được gọi là phim câm. Để minh họa cho các bộ phim này, người ta phải sử dụng các dàn nhạc hoặc các nghệ sĩ tạo tiếng động trực tiếp tại nơi chiếu. Một cách khác là sử dụng các intertitle (bảng dẫn chuyện hoặc ghi thoại) chèn vào giữa các cảnh phim.
Năm 1902, nhà điện ảnh người Pháp Georges Méliès cho ra mắt bộ phim Le Voyage dans la Lune (Cuộc du hành lên Mặt Trăng), bộ phim giả tưởng mang tính cách mạng trong việc sử dụng các kỹ xảo điện ảnh và việc xây dựng kịch bản gồm nhiều cảnh phim khác nhau. Méliès đã mở ra một hướng đi mới của điện ảnh, đó là sử dụng kỹ thuật quay và in tráng để biến đổi các hình ảnh quay được theo trí tưởng tượng chứ không còn chỉ thuần túy là quay lại những cảnh tượng có thật ngoài đời. Năm 1903, Edwin S. Porter, một đạo diễn làm việc cho Edison đã thực hiện bộ phim miền Tây đầu tiên, The Great Train Robbery. Porter cũng là người đề ra cấu trúc cơ bản của một bộ phim phải là các cảnh quay (shot) chứ không phải là các cảnh tĩnh (scene) như trong sân khấu.
Góp phần vào sự phát triển của điện ảnh thời kì này phải nói tới sự ra đời của hàng loạt các rạp chiếu phim. Sau thời kì phải sử dụng các rạp hát để trình chiếu các bộ phim, những rạp chuyên dụng để chiếu phim đầu tiên, những nickelodeon (được đặt tên dựa theo tiền vé thông thường của các rạp này là 1 nickel tương đương 5 xu) ra đời. Cho đến năm 1908, đã có tới 10.000 nickelodeon tại Mỹ. Tại Pháp, một loạt công ty điện ảnh lớn như Pathé Frères hay Gaumont được thành lập và nhanh chóng đưa điện ảnh trở thành một lĩnh vực kinh doanh thực sự mang lại lợi nhuận lớn. Trong lĩnh vực kỹ thuật, Thomas Edison đã cho thành lập công ty Motion Picture Patents Company, cơ sở nắm giữ hầu hết các bằng sáng chế quan trọng về phim ảnh và thiết bị quay, qua đó đã gần như độc quyền lĩnh vực này không chỉ ở Mỹ mà còn trên thế giới trong một thời gian khá dài.

### Sự phát triển của nghệ thuật điện ảnh

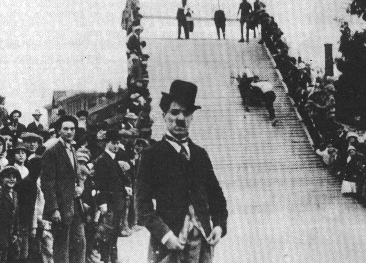
Charlie Chaplin trong Kid Auto Races in Venice, 1914

Đổi cho các bộ phim quay cảnh sinh hoạt thông thường mang tính phim tư liệu hoặc phim thời sự, các nhà điện ảnh những năm đầu thế kỉ 20 đã bắt đầu thực hiện các bộ phim điện ảnh với độ dài và kịch bản, quá trình sản xuất hoàn chỉnh. Bộ phim Úc The Story of the Kelly Gang phát hành năm 1906 với độ dài tới 80 phút được coi là một trong những bộ phim điện ảnh thực sự đầu tiên. Là trung tâm văn hóa của thế giới giai đoạn này, châu Âu cũng nhanh chóng cho ra đời các bộ phim điện ảnh ăn khách như La Reine Elizabeth (Pháp, 1912), Quo Vadis? (Ý, 1913) hay Cabiria (Ý, 1914).
Tuy nhiên Chiến tranh thế giới thứ nhất đã làm vị trí thống trị của nền điện ảnh châu Âu suy yếu khi các hầu hết các nước lớn ở lục địa già bị cuốn vào cuộc chiến. Thay thế vào đó, nền điện ảnh Hoa Kỳ bắt đầu nổi lên với sự vượt trội cả về chất lượng nghệ thuật và thương mại. Năm 1915, đạo diễn D.W. Griffith cho ra đời bộ phim điện ảnh nổi tiếng The Birth of a Nation, tác phẩm đưa ra những quy tắc cho quá trình làm phim và cũng là bộ phim có nội dung gây tranh cãi đầu tiên về vấn đề phân biệt chủng tộc. Cho đến thập niên 1920, mỗi năm các hãng phim Mỹ (phần lớn tập trung ở Hollywood, tiểu bang California) đã cho ra đời chừng 800 bộ phim điện ảnh mỗi năm, chiếm 82% sản lượng phim toàn cầu. Những ngôi sao điện ảnh lớn của Mỹ như Charlie Chaplin hay Buster Keaton không chỉ nổi danh ở trong phạm vi nước Mỹ mà còn được hâm mộ trên khắp các châu lục.
Ở châu Âu, sau chiến tranh các nền điện ảnh cũng từng bước khôi phục vị trí của mình. Tại Pháp, một lớp các nhà điện ảnh trẻ đã đưa ra những thử nghiệm mới về hiệu ứng ánh sáng, hình ảnh và thay đổi nhịp điệu phim bằng việc biên tập. Trào lưu này thường được biết tới như là trào lưu điện ảnh ấn tượng Pháp. Điện ảnh Đức cũng nổi lên như một đối thủ cạnh tranh của Mỹ với Chủ nghĩa biểu hiện Đức trong các bộ phim kinh dị và những đạo diễn nổi tiếng như Fritz Lang hay F. W. Murnau. Còn phải kể tới một nền điện ảnh mới ra đời, đó là nền điện ảnh Xô viết của Liên Xô với những bước tiến lớn về biên tập, truyện phim mà tiêu biểu là bộ phim Chiến hạm Potyomkin (Броненосец «Потёмкин», 1925) của đạo diễn Sergei Eisenstein.
Bên cạnh những nền điện ảnh lớn, ở châu Á, Dadasaheb Phalke, cha đẻ của nền điện ảnh Ấn Độ đã thực hiện bộ phim đầu tiên Raja Harishchandra vào năm 1913. Tại Nhật Bản thì ngay từ những năm 1910, Onoe Matsunosuke đã trở thành ngôi sao điện ảnh đầu tiên với những bộ phim Jidaigeki, một phim cổ trang của Nhật. Ở Việt Nam, năm 1924 cũng xuất hiện bộ phim truyện đầu tiên Kim Vân Kiều do người Pháp và người Việt cùng thực hiện.

## Phim có tiếng ra đời
Năm 1926, hãng phim Warner Bros. của Mỹ giới thiệu hệ thống Vitaphone cho phép gắn kèm âm thanh vào một số đoạn phim ngắn. Cuối năm 1927, hãng này cho ra đời bộ phim The Jazz Singer (Ca sĩ nhạc Jazz), bộ phim điện ảnh đầu tiên có những đoạn thoại (gồm cả hát) được đồng bộ hóa với hình ảnh. Đây được coi là bộ phim "có tiếng" đầu tiên của lịch sử điện ảnh. Thành công của The Jazz Singer được tiếp nối bằng một bộ phim khác của Warner Bros., The Lights of New York (1928), bộ phim đầu tiên hình toàn bộ phần hình ảnh và âm thành được đồng bộ hóa. Hệ thống Vitaphone (dùng âm thanh ghi trên các đĩa tiếng riêng) cũng nhanh chóng bị thay thế bằng các hệ thống ghi âm thanh trực tiếp trên phim như Movietone của hãng Fox Pictures, Phonofilm của DeForest hay RCA Photophone.
Cho đến cuối thập niên 1920, hầu như tất cả các bộ phim của Hollywood đều đã có tiếng. Âm thanh nhanh chóng giúp các bộ phim trở nên hấp dẫn và lôi cuốn khán giả hơn, đồng thời cũng đưa các hãng phim nhỏ tới chỗ phải đóng cửa vì không đủ vốn chi phí cho hệ thống thu âm cho các bộ phim. Âm thanh cũng là một trong các lý do giúp điện ảnh Mỹ vượt qua cuộc Đại suy thoái và bước vào thời kỳ hoàng kim (The Golden Age of Hollywood) với hàng loạt bộ phim lớn ra đời, đi kèm với nó là hàng loạt siêu sao như Greta Garbo, Clark Gable, Katharine Hepburn hay Humphrey Bogart.
Âm thanh đã khiến quá trình sản xuất phim phải thay đổi về cơ bản, phần thoại trong các kịch bản phim được trau chuốt hơn, các diễn viên cũng phải làm quen với việc vừa diễn xuất hình thể vừa đọc thoại, dẫn đến nhiều ngôi sao của thời kì phim câm phải chấm dứt sự nghiệp vì không thể thay đổi kịp với xu thế này. Sự ra đời của nhạc và tiếng động cũng dẫn đến việc hình thành các thể loại phim mới, tiêu biểu là phim ca nhạc với các bộ phim The Broadway Melody (1929) của điện ảnh Mỹ hay Le Million (1931) của đạo diễn Pháp thuộc trường phái siêu thực René Clair.
Với sự phổ biến ngày càng rộng rãi của điện ảnh trong thập niên 1930, một thể loại phim mới, phim tuyên truyền, ra đời với mục đích kêu gọi sự ủng hộ của công chúng đối với các chế độ cực quyền, đặc biệt là chế độ Phát xít ở Đức, Ý và Nhật. Tiêu biểu cho dòng phim này là bộ phim Triumph des Willens (1934, Đức) của Leni Riefenstahl. Thập niên 1930 cũng đánh dấu sự ra đời của một loạt các bộ phim kinh điển bậc nhất của Hollywood như It Happened One Night (1934, đoạt cả năm Giải Oscar chính), The Wizard of Oz (1939) hay Cuốn theo chiều gió (Gone with The Wind, 1939). Phim hoạt hình cũng đánh dấu sự phát triển với các bộ phim của đạo diễn Walt Disney như Nàng Bạch Tuyết và bảy chú lùn (Snow White and the Seven Dwarfs, 1937) hay Pinocchio (1940).

## Thập niên 1940: Điện ảnh và chiến tranh
Chiến tranh thế giới thứ hai bùng nổ đã ảnh hưởng sâu sắc tới xu hướng phát triển của điện ảnh. Các bộ phim tuyên truyền được chú trọng hơn bao giờ hết và chính những bộ phim dạng này đã lại giúp nền điện ảnh Anh khởi sắc với các tác phẩm về chiến tranh như Forty-Ninth Parallel (1941), Went the Day Well? (1942), The Way Ahead (1944) và In Which We Serve (1942). Ở Mỹ, các bộ phim đề cao lòng yêu nước và khuyến khích thanh niên nhập ngũ cũng được sản xuất với số lượng lớn, tiêu biểu trong số này là Desperate Journey, Mrs. Miniver, Watch on the Rhine và đặc biệt là Casablanca, một trong những bộ phim được yêu thích nhất mọi thời đại của Hollywood. Trước khi Casablanca ra đời một năm, đạo diễn Orson Welles đã cho ra mắt bộ phim Công dân Kane (Citizen Kane, 1941), bộ phim thường được coi là xuất sắc nhất trong lịch sử Hollywood.
Sau khi chiến tranh kết thúc, điện ảnh quay trở lại với dòng phim tình cảm và hài hước để góp phần củng cố tinh thần cho những binh lính trở về. Năm 1946, điện ảnh Mỹ cho ra đời hai bộ phim xuất sắc với tinh thần này là It's a Wonderful Life của đạo diễn Frank Capra và The Best Years of Our Lives của William Wyler. Ở Anh, các bộ phim chuyển thể từ tác phẩm văn học trở thành thịnh hành như Henry V (1944), chuyển thể từ vở kịch cùng tên của Shakespeare, Great Expectations (1946) và Oliver Twist (1948), chuyển thể từ tiểu thuyết cùng tên của Charles Dickens. Các bộ phim này đều gắn với hai tên tuổi lớn của điện ảnh Anh là đạo diễn David Lean và diễn viên huyền thoại Laurence Olivier.
Tại Ý, từ giữa thập niên 1940 một trào lưu điện ảnh mới ra đời, đó là trào lưu Hiện thực mới Ý (Italian neorealism). Trào lưu này đã cho ra đời các bộ phim nổi tiếng như Kẻ cắp xe đạp (Ladri di biciclette), Roma, città aperta hay Umberto D với các đạo diễn tên tuổi như Roberto Rossellini và Vittorio De Sica.

## Thập niên 1950 và 1960: Đa dạng hóa về thể loại
Thập niên 1950 chứng kiến sự phát triển nhanh chóng của truyền hình. Màn ảnh nhỏ trở thành đối thủ cạnh tranh trực tiếp với điện ảnh trong lĩnh vực giải trí, kết quả là số rạp phim bị đóng cửa ngày một tăng. Để đối phó với tình hình này, các hãng phim Hollywood đã liên tục đưa thêm các đề tài mới lạ vào các bộ phim. Từ những bộ phim gợi liên tưởng đến cuộc Chiến tranh lạnh như The War of the Worlds (1953), The Manchurian Candidate (1962) đến các bộ phim lịch sử được xây dựng hoành tráng như The Ten Commandments (1956), Ben-Hur (1959), Spartacus (1960) hay El Cid (1961). Hãng Walt Disney Pictures cũng cho ra đời các bộ phim hoạt hình ăn khách như Công chúa ngủ trong rừng (Sleeping Beauty, 1959) hay 101 chú chó đốm (One Hundred and One Dalmatians, 1961). Một hướng đi khác của Hollywood giai đoạn này là các bộ phim ca nhạc dựa trên các vở kịch của Sân khấu Broadway như My Fair Lady (1964, có sự tham gia của ngôi sao Audrey Hepburn) hay Giai điệu hạnh phúc (The Sound of Music, 1965, một trong những phim ăn khách nhất thập niên 1960). Thể loại phim kinh dị của điện ảnh Mỹ cũng được đánh dấu bằng hai bộ phim kinh điển của Alfred Hitchcock, Psycho (1960) và The Birds (1963).
Tại châu Âu, thập niên 1950 và 1960 chứng kiến sự ra đời và phát triển của trào lưu Làn sóng mới (Nouvelle Vague) trong điện ảnh Pháp với các đạo diễn nổi tiếng như François Truffaut hay Jean-Luc Godard, những người đã đưa ra cách dàn dựng cốt truyện mới lạ khác hẳn với các bộ phim Hollywood phổ biến thời đó. Tiêu biểu cho xu hướng này là các bộ phim Les quatre cents coups (1959) hay Jules et Jim (1962). Điện ảnh Ý thời kì này nổi bật với các bộ phim của Federico Fellini, đặc biệt là La dolce vita (1960). Ở Thụy Điển, Ingmar Bergman cũng bắt đầu giới thiệu ra thế giới nhiều bộ phim được đánh giá cao. Thập niên 1960 cũng đánh dấu sự ra đời của James Bond, nhân vật ăn khách bậc nhất trong lịch sử điện ảnh Anh, với bộ phim Dr. No (1962) trong đó vai điệp viên 007 do Sean Connery thủ vai.
Nền điện ảnh Xô viết sau thời gian phục hồi những hậu quả của chiến tranh cũng bắt đầu cho ra đời nhiều tác phẩm đáng chú ý. Sở trường của các đạo diễn Liên Xô là các bộ phim chiến tranh, tiêu biểu là Khi đàn sếu bay qua (Летят журавли, 1957) đoạt Giải thưởng lớn tại Liên hoan phim Cannes hay Bài ca người lính (Баллада о солдате, 1959). Nền hoạt hình Liên Xô cũng cho ra đời bộ phim nổi tiếng Những cuộc phiêu lưu của Buratino (Приключе́ния Бурати́но, 1959). Năm 1968, đạo diễn Sergei Bondarchuk đã thực hiện bộ phim đắt giá nhất trong lịch sử điện ảnh thế giới Chiến tranh và hòa bình (Война и мир, 1968) với giá thành sản xuất tính theo thời giá hiện nay là khoảng 500 triệu USD.
Thập niên 1960 còn chứng kiến sự ra đời của điện ảnh châu Phi với đạo diễn người Sénégal Ousmane Sembène. Điện ảnh Ấn Độ cũng tiếp tục phát triển mạnh về số lượng, từ chỗ chỉ sản xuất vài chục phim một năm, đến giai đoạn này, mỗi năm đã có chừng 200 bộ phim được Bollywood sản xuất. Còn tại Nhật Bản, đạo diễn Kurosawa Akira cũng cho ra đời những bộ phim thuộc loại kinh điển của điện ảnh thế giới như Rashomon (羅生門, 1950), Bảy võ sĩ đạo (七人の侍, 1954) hay The Hidden Fortress (1958).

## Thập niên 1970: Thời kì "New Hollywood" và sự phát triển của các nền điện ảnh mới
Tại Hollywood, một thế hệ đạo diễn mới, trẻ, năng động và nhiều sức sáng tạo bắt đầu khẳng định tiếng nói của mình. Họ đã mở đầu cho một giai đoạn sáng tạo mới của điện ảnh Mỹ, giai đoạn "New Hollywood" (Hollywood mới). Bộ phim đánh dấu sự bắt đầu của giai đoạn này là Bonnie and Clyde (1967). Những tác phẩm theo trường phái hậu cổ điển (post-classical) của giai đoạn New Hollywood có cốt truyện phức tạp hơn, các nhân vật cũng có tính cách tốt xấu khó phân biệt và ranh giới giữa các nhân vật chính diện và phản diện cũng bị xóa nhòa. Những cảnh tình dục và bạo lực cũng được các đạo diễn đề cập trực diện hơn và ít né tránh như các giai đoạn trước đó. Tiêu biểu cho xu hướng này là bộ phim gây rất nhiều tranh cãi A Clockwork Orange (1971) của đạo diễn Stanley Kubrick. Bên cạnh Kubrick, các đạo diễn thuộc thế hệ "New Hollywood" còn phải kể đến Francis Ford Coppola, đạo diễn Bố già (The Godfather, 1972, một trong những bộ phim xuất sắc nhất trong lịch sử điện ảnh Mỹ), Steven Spielberg, đạo diễn Hàm cá mập (Jaws, 1975, mở đầu cho trào lưu phim bom tấn của Hollywood), George Lucas, đạo diễn loạt phim Chiến tranh giữa các vì sao (Star Wars). Từ giữa thập niên 1970, một thể loại điện ảnh gây tranh cãi, phim khiêu dâm, bắt đầu phát triển mạnh ở Mỹ với sự thành công của bộ phim Deep Throat, với ngôi sao Linda Lovelace, Deep Throat đã trở thành một hiện tượng văn hóa thời bấy giờ và dẫn đến sự ra đời của một loạt bộ phim khiêu dâm tương tự. Tuy nhiên điện ảnh khiêu dâm cũng chỉ tồn tại trên màn ảnh rộng đến cuối thập niên 1980 khi việc kinh doanh băng từ VCR phát triển mạnh, cho phép khán giả xem các bộ phim loại này ở nhà thay vì phải đến rạp.
Thập niên 1970 đánh dấu sự phát triển của các nền điện ảnh mới như điện ảnh Tây Đức với các đạo diễn Werner Herzog, Rainer Werner Fassbinder, Wim Wenders hay điện ảnh Úc với Peter Weir, Fred Schepisi và Mad Max. Điện ảnh Liên Xô cũng đạt đến giai đoạn phát triển mạnh nhất với các tác phẩm kinh điển như Dersu Uzala (1975), Moskva không tin vào những giọt nước mắt (Москва слезам не верит, 1979) (cả hai đều đoạt Giải Oscar cho phim ngoại ngữ hay nhất) hay Mười bảy khoảnh khắc mùa xuân (Семнадцать мгновений весны, 1973), bộ phim đưa Vyacheslav Tikhonov trở thành một thần tượng của điện ảnh Liên Xô với vai diễn điệp viên Stirlitz.
Tại châu Á, điện ảnh Hồng Kông cũng phát triển mạnh mẽ với sự ra đời của hãng phim Golden Harvest và các ngôi sao phim võ thuật như Lý Tiểu Long hay Thành Long.

## Thập niên 1980: Phim bom tấn và thời đại của băng từ
Hàm cá mập của Steven Spielberg và Chiến tranh giữa các vì sao của George Lucas đã mở đầu cho một trào lưu mới của điện ảnh Mỹ, trào lưu phim bom tấn. Với sự trợ giúp của các kĩ xảo điện ảnh bước đầu được thực hiện trên máy vi tính, những loạt phim được đầu tư lớn như bộ ba phim Indiana Jones hay E.T. người ngoài hành tinh (E.T. the Extra-Terrestrial) của Spielberg, Người dơi (Batman) của Tim Burton đều thành công rực rỡ về mặt doanh thu. Hollywood cuốn theo xu thế làm các bộ phim với kinh phí rất lớn để trả cho các ngôi sao (Jack Nicholson được nhận tổng cộng 60 triệu USD cho vai diễn của ông trong Người dơi) và để tạo ra các hiệu ứng hình ảnh đặc biệt với hy vọng sẽ thu lại lợi nhuận gấp nhiều lần. Xu hướng này đã đẩy các bộ phim nghệ thuật độc lập vào chỗ khó tìm được nhà đầu tư.
Sự phát triển của các bộ phim bom tấn cũng là một biện pháp của Hollywood để chống lại một đối thủ cạnh tranh mới, dịch vụ bán và cho thuê băng từ VCR. Thay vì bỏ tiền đến rạp, người xem chỉ việc mua hoặc thuê các băng từ về xem tại nhà. Các nhà phân phối điện ảnh có thêm một nguồn thu đáng kể nữa nhưng các rạp chiếu phim vì thế mà mất khách, và Hollywood còn phải chịu thêm hiểm họa từ các băng từ vi phạm bản quyền.
Điện ảnh Anh cũng bắt đầu thực sự khởi sắc từ đầu thập niên 1980 khi David Puttnam thành lập hãng phim Goldcrest Films. Hãng phim này đã sản xuất một loạt phim được đánh giá cao về nghệ thuật và có doanh thu lớn như Chariots of Fire, Gandhi (cả hai đều đoạt Giải Oscar Phim hay nhất) hay Cánh đồng chết (The Killing Fields).
Những năm 1980 đánh dấu bước phát triển nhảy vọt của điện ảnh Hồng Kông. Không chỉ dừng lại ở thể loại phim kiếm hiệp quen thuộc, các đạo diễn nổi tiếng như Ngô Vũ Sâm, Từ Khắc còn thực hiện các bộ phim hành động ăn khách và được coi là kinh điển của thể loại này. Chu Nhuận Phát trở thành biểu tượng điện ảnh của châu Á với rất nhiều vai diễn trong các phim ăn khách cuối thập niên 1980 còn Thành Long bắt đầu được Hollywood chú ý tới sau thành công của loạt phim Câu chuyện cảnh sát (警察故事). Tại Trung Quốc, các đạo diễn thuộc thế hệ thứ 5 nổi tiếng của điện ảnh nước này như Trương Nghệ Mưu, Trần Khải Ca cũng bắt đầu khẳng định vị trí với các bộ phim nổi tiếng như Hoàng thổ (黄土地, 1984) hay Cúc Đậu (菊豆, 1989).

## Thập niên 1990: Kỷ nguyên của kỹ thuật số và DVD
Công nghệ thông tin đã mang lại bước đột phá lớn cho điện ảnh thế giới cả về kỹ xảo và phong cách thực hiện phim. Kỹ thuật số mang lại cho các bộ phim bom tấn những kỹ xảo mang tính cách mạng như hình ảnh những con khủng long trong Công viên kỷ Jurra (Jurrasic Park, 1993) hay một con tàu khổng lồ gặp nạn trong Titanic (1997), cả hai bộ phim này đều lần lượt phá kỉ lục về doanh thu trong đó Titanic vẫn đang giữ vị trí bộ phim ăn khách nhất trong lịch sử điện ảnh thế giới với tổng doanh số ước tính khoảng 1,8 tỷ USD. Năm 1994, Vua sư tử (The Lion King) trở thành bộ phim hoạt hình truyền thống (vẽ tay) ăn khách cuối cùng của Disney Pictures trước khi Câu chuyện đồ chơi (Toy Story, 1995) của hãng Pixar ra đời, đánh dấu giai đoạn thống trị của các bộ phim hoạt hình kĩ thuật số tại Hollywood.
Thập niên 1990 cũng đánh dấu bước nhảy vọt của các nền điện ảnh mới ở Trung Quốc, Iran hay Hàn Quốc. Các đạo diễn Hồng Kông, Trung Quốc bắt đầu giành được nhiều giải thưởng tại các liên hoan phim quốc tế như Trần Khải Ca với Bá Vương biệt cơ (1993), Trương Nghệ Mưu với Phải sống (1994), Vương Gia Vệ với Xuân quang xạ tiết (1997). Một số đạo diễn gốc Hoa đã bắt đầu sang Hollywood để tìm những thử thách mới, tiêu biểu trong số này là Lý An và Ngô Vũ Sâm.
Chỉ mới nổi lên trong thập niên 1980 nhưng đến giữa thập niên 1990 hình thức băng từ đã nhanh chóng bị thay thế bởi các CD và sau đó là DVD. Với chất lượng hình ảnh và âm thanh cao, việc mua và thuê DVD phim đã trở thành một hình thức giải trí mới và các rạp chiếu phim lại tiếp tục gặp phải một đối thủ lớn.

## Thập niên 2000
Thập niên 2000 mở đầu với sự nổi lên của dòng phim tài liệu với các bộ phim của đạo diễn Michael Moore như Bowling for Columbine và Fahrenheit 9/11. Sau thành công của những bộ ba phim như Bố già, Indiana Jones ở các thập niên trước, trào lưu làm các bộ phim có nhiều phần trở nên thịnh hành ở Hollywood như Ma trận, Cướp biển Caribe... Trong số đó, một bộ ba phim đã đạt được thắng lợi vang dội về cả doanh thu và nghệ thuật là loạt phim Chúa tể của những chiếc nhẫn (The Lord of The Rings) của đạo diễn Peter Jackson.
Với sự phát triển vượt bậc của Internet và công nghệ thông tin, điện ảnh cũng phải đối mặt với tình trạng vi phạm bản quyền ngày càng nghiêm trọng.